# Heuliez GX 237
 (janvier 2021).
Si vous disposez d'ouvrages ou d'articles de référence ou si vous connaissez des sites web de qualité traitant du thème abordé ici, merci de compléter l'article en donnant les références utiles à sa vérifiabilité et en les liant à la section « Notes et références ».
Le Heuliez GX 237 est un des premiers bus créé par la marque Heuliez bus et le premier bus bi-articulé créé en 1986. Il n'a été produit et exploité que pendant un an.

## Description
Il est le dérivé du Renault Megabus construit en 1986.
Heuliez constatant que la capacité des autobus standards (100 places) ou articulés (155 places) est insuffisante pour de nombreuses villes internationales, réalise un Véhicule Routier de Grande Capacité (V.R.G.C.) composé à partir  d'éléments standards : le TRIBUS GX 237 un bus bi-articulé, ressemblant au Heuliez GX 107 et 187 car il a la même carrosserie que les GX107 et 187. Il comportait 65 places assises et 170 debout, en tout 235 places. Sa longueur était de 24m72, pour une largeur de 2m50.
Finalement, seul un prototype à l'échelle 1:1 est construit, le modèle ne sera jamais commercialisé, contrairement au Renault Mégabus qui fut produit à 11 exemplaires dont le prototype, pour la ville de Bordeaux.

## Caractéristiques

### Dimensions
|                                            | Heuliez GX 237                              |
| ------------------------------------------ | ------------------------------------------- |
| Longueur                                   | 24 720 mm                                   |
| Largeur (sans rétroviseurs)                | 2 500 mm                                    |
| Hauteur (sans climatisation)               | 2 960 mm                                    |
| Empattement : tracteur + remorques = total |                                             |
| Porte-à-faux                               |                                             |
| Rayon de braquage                          | 12 000 mm                                   |
| Angle d’attaque / Fuite                    |                                             |
| Masse à vide                               | 19 500 kg (variable selon les aménagements) |
| P.T.A.C.                                   | 35 500 kg                                   |
| Capacité : assis + debout = maxi*          | 60 + 175 = 235                              |
| Portes                                     | 4 pliantes doubles                          |
| Hauteur du plancher                        | 680 mm                                      |
| Réservoir à combustible                    | Diesel : 2 X 180 l = 360 l                  |

* = variable selon l'aménagement intérieur.

### Motorisations
Le GX 237 a eu une motorisation Diesel modifiée au fil des années de sa production en fonction des différentes normes européennes de pollution :
- le MACK EM 6 275 suralimenté (Aucune norme) de six cylindres en ligne, de 11 litres de cylindrée, avec turbocompresseur, développant 275 ch.

Il pouvait être équipé de différentes boites de vitesses automatiques. Soit de la marque ZF de type 5HP 500 à 5 rapports.
| Modèle      | Construction | Moteur + Nom                   | Norme Euro   | Cylindrée         | Performance                  | Couple               | Vitesse maxi | Consommation + CO2    |
| GX 237 (ZF) | 1986         | 6 cylindres en ligne MACK EM 6 | Aucune norme | 11 000 cm3 (11 L) | 203 kW (275 ch) à ... tr/min | ... N m à ... tr/min | 85 km/h      | ... l/100 km ... g/km |

### Autres références
1. ↑  " Heuliez GX 237 - Transbus